# 結合仮説問題
結合仮説問題（けつごうかせつもんだい、英: joint hypothesis problem）とは、金融市場が効率的か否か（効率的市場仮説）という検証は、想定した資産価格のモデルが正しいか間違っているかという検証と本質的に区別できないという問題である。ユージン・ファーマが1970年に発表したサーベイ論文で強調された問題である。
例えば次のような例を考えてみよう。金融資産の理論価格についてのモデルを構築し、そのモデルの結果として金融市場は、理論的には、情報的に効率的であると分かったとする。そこでこの理論モデルを実際のデータに統計学的手法を用いて当てはめたところ、当てはまりが悪く、この理論モデルでは実際のデータを上手く説明できないことが分かったとする。この場合、金融市場が情報的に非効率であると結論付けることができるであろうか。
実際、上の例では効率的市場を達成するあるモデルが現実を説明していないという統計的証拠が得られただけで、他の効率的市場を達成するモデルもまた現実を説明できないとは言い切れない。ゆえに、この結果だけを持って市場が情報的に非効率であると結論付けることは論理の飛躍である。
統計学的手法を用いて資産価格の実証分析を行う際は、必ず何らかの特定の理論モデルないしは統計モデルを必要とするため、上の例のようにたとえあるモデルが現実を説明できないとしても、それが即座に市場の非効率性を意味せず、モデル選択が間違っている可能性もあるとファーマは強調した。よって全ての市場効率性の統計的な仮説検定における帰無仮説は、市場が効率的であるという仮説と想定したモデルが正しいという仮説という二つの仮説が結合したものになるのである。ただ、結合仮説問題が本質的な問題であるのならば、市場が情報的に効率的であるということをデータを用いて実証すること自体が不可能であるという見方もできる。
一方で例外的に結合仮説問題を回避できるような実証研究を行える場合もある。例えば、異なる市場で同一の企業体が上場している二元上場会社の場合である。1907年に石油メジャーのオランダのロイヤル・ダッチとイギリスのシェルは利益をロイヤル・ダッチに60%、シェルに40%を分配するという形で提携を行った。その後、2005年に合併してロイヤル・ダッチ・シェルとなるまでオランダ市場ではロイヤル・ダッチが上場し、イギリス市場ではシェルが上場していた。この際、利益を6:4の割合で分配しているので、ロイヤル・ダッチの株価とシェルの株価もまた6:4の比率にならなければならない。この比率は特定の資産価格モデルから導かれているものではないので、この比率が達成されていないのであれば、それは市場の非効率性を意味する。実際には、この2社の株価比率は6:4から逸脱している方が常態であった。ただ、このような例は非常に例外的で、一般の効率的市場仮説の実証研究においては常に結合仮説問題がつきまとう。